# Alois Kurz
Alois Kurz (ur. 14 lipca 1917 w Saalfelden am Steinernen Meer, zm. ?) – austriacki zbrodniarz nazistowski, SS-Untersturmführer, członek załogi niemieckich obozów koncentracyjnych Majdanek, Auschwitz-Birkenau i Mittelbau-Dora.
Z zawodu inżynier. W latach 1933–1934 należał do austriackiej Hitlerjugend. W lutym 1938 wstąpił do SA, a 1 kwietnia do SS (nr identyfikacyjny 382378). Od lata 1940 do 21 kwietnia 1941 pełnił służbę w pułku SS Westland, następnie przydzielono go do batalionu budowlanego SS na poligonie Heidelager (Dębica). 15 kwietnia 1942 został dowódcą kompanii wartowniczej w obozie na Majdanku. Kierował tu między innymi kompaniami trzecią i czwartą oraz kompanią szkoleniową. W kwietniu 1944 Kurz został oficerem sądowym w tym obozie. 22 czerwca 1944 przeniesiono go do obozu głównego Auschwitz, gdzie sprawował funkcję Arbeitseinsatzführera. Wreszcie od 1 listopada 1944 był z kolei zastępcą Arbeitseinsatzführera w Mittelbau-Dora (Nordhausen).  
Po zakończeniu wojny prowadziła przeciwko Kurzowi śledztwo prokuratura wiedeńska, ale ostatecznie nie postawiono go w stan oskarżenia.